# Long Way from Here
| Recensione | Giudizio |
| ---------- | -------- |
| AllMusic   |          |

Long Way from Here è un album raccolta di inediti live di David Bromberg, pubblicato dalla Fantasy Records nel 1986.
Il disco contiene registrazioni sia live che di studio del periodo 1976-1979, effettuate in varie località degli Stati Uniti.

## Tracce
Lato A
1. The Viper – 3:25 (Charles McPherson) – 1979
2. Loaded and Laid – 3:21 (David McKenzie) – 1976
3. Kitchen Girl – 2:10 (Tradizionale, arrangiamento di David Bromberg) – 1978
4. Long Afternoons – 4:07 (Paul Siebel) – 1978
5. Jelly Jaw Joe – 9:46 (David Bromberg) – 1979

Durata totale: 22:49
Lato B
1. Nashville Again – 3:27 (Paul Siebel) – 1978
2. Suffer to Sing the Blues – 5:36 (David Bromberg) – 1979
3. When I Was a Cowboy – 3:57 (Ralph McTell) – 1979
4. Make Me a Pallet on the Floor – 6:07 (John Parish) – 1979
5. Trying to Get Home – 4:39 (David Bromberg) – 1979

Durata totale: 23:46

## Musicisti
The Viper
- David Bromberg - chitarra, voce
- Peter Ecklund - cornetta
- Curtis Linberg - trombone
- John Firmin - sassofono tenore
- George Kindler - violino
- Dick Fegy - chitarra
- Charles McPherson - sassofono alto
- Hugh McDonald - basso
- Lance Dickerson - batteria

Loaded and Laid
- David Bromberg - chitarra, voce
- Brantley Kearns - violino
- Dick Fegy - chitarra
- John Firmin - clarinetto
- Hugh McDonald - basso
- Steve Mosley - batteria

Kitchen Girl
- David Bromberg - dobro, violino
- Dick Fegy - banjo
- George Kindler - violino

Long Afternoons
- David Bromberg - chitarra, voce
- Dick Fegy - chitarra
- Curtis Linberg - trombone
- John Firmin - flauto
- David Shallock - basso
- Lance Dickerson - batteria

Jelly Jaw Joe
- David Bromberg - voce, dobro
- Dick Fegy - mandolino
- George Kindler - violino
- John Firmin - sassofono soprano
- Peter Ecklund - cornetta
- Curtis Linberg - trombone
- Hugh McDonald - basso
- Lance Dickerson - batteria

Nashville Again
- David Bromberg - voce, chitarra
- George Kindler - violino
- David Shellock - basso
- Lance Dickerson - batteria

Suffer to Sing the Blues
- Dvaid Bromberg - voce, dobro
- Dick Fegy - chitarra
- George Kindler - violino
- Peter Ecklund - tromba
- Curtis Linberg - trombone
- John Firmin - sassofono tenore
- Hugh McDonald - basso
- Lance Dickerson - batteria
- Nancy Bromberg - voce

When I Was a Cowboy
- David Bromberg - voce, chitarra
- Dick Fegy - chitarra
- Peter Ecklund - tromba
- Curtis Linberg - trombone
- John Firmin - sassofono tenore
- George Kindler - violino
- Hugh McDonald - basso
- Lance Dickerson - batteria
- Nancy Bromberg - voce

Make Me a Pallet on the Floor
- David Bromberg - chitarra, voce
- Dick Fegy - mandolino
- Peter Ecklund - cornetta
- Curtis Linberg - trombone
- John Firmin - sassofono soprano
- George Kindler - violino
- Hugh McDonald - basso
- Lance Dickerson - batteria
- Nancy Bromberg - voce

Trying to Get Home
- David Bromberg - dobro, voce
- Dick Fegy - chitarra
- George Kindler - mandolino
- Hugh McDonald - basso
- Lance Dickerson - batteria